# Helius franckianus
Helius franckianus är en tvåvingeart som beskrevs av Alexander 1940. Helius franckianus ingår i släktet Helius och familjen småharkrankar. Inga underarter finns listade i Catalogue of Life.